# Campeonato Gaúcho de Futebol de 1948
O Campeonato Gaúcho de Futebol de 1948, foi a 28ª edição da competição no Estado do Rio Grande do Sul. Os campeões das regiões continuavam disputando entre si o título. Todas as partidas das fases finais foram disputadas em Porto Alegre. O campeão deste ano foi o Internacional.

## Participantes
| Equipe            | Cidade                | Classificação | Participação |
| ----------------- | --------------------- | ------------- | ------------ |
| Brasil            | Pelotas               |               | 5ª           |
| Cachoeira         | Cachoeira do Sul      |               | 3ª           |
| Floriano          | Novo Hamburgo         |               | 14ª *        |
| Grêmio Santanense | Santana do Livramento |               | 6ª           |
| Guarany           | Bagé                  |               | 9ª           |
| Internacional     | Porto Alegre          |               | 11ª          |
| Rio-Grandense     | Rio Grande            |               | 6ª           |
| Riograndense      | Santa Maria           |               | 13ª          |

* Ex-Novo Hamburgo, a sexta participação como Floriano.

## Tabela

### Fase preliminar
| 23 de outubro | Cachoeira                              | 3 – 2 | Riograndense (SM)               | Estádio Tiradentes, Porto Alegre |
|               | Paraguaio 16' · Mensa 37' · Milton 71' |       | Darci 12' · Biguinha 50' (pen.) | Árbitro: RS Homero Carvalho      |

- Cachoeira: Alcides; Weber e Raul; Tatite, Adão e Diniz; Naninho, Milton, Ozi, Paraguaio e Mensa.
- Riograndense-SM: Jaú; Brandão e Plein; Darci, Prince e Dalmácio; Guita, Tupã, Biguinha, Pipi e Albino.

| 23 de outubro | Brasil de Pelotas | 0 – 1 | Grêmio Santanense | Estádio Tiradentes, Porto Alegre                |
|               |                   |       | Ari 40'           | Renda: Cr$ 25.100,00 Árbitro: RS Alfredo Cesaro |

- Grêmio Santanense: Sales; Chico e Davi; Eli, Podão e Ivo; Rui, Polaco, Fiorelli, Cordeirinho e Ari.
- Brasil de Pelotas: Italiano; Chico Fuleiro e Dario; Tibiriçá, Garcia e Tavares; Mortosa, Manuelzinho, Darci, Galego e Plínio.

| 24 de outubro | Internacional                                                    | 7 – 2 | Riograndense (RG) | Passo d'Areia, Porto Alegre                                   |
|               | Ghizzoni 30', 40', 66', 83' · Tesourinha 33', 89' · Carlitos 56' |       | Quida 18', 37'    | Público: 6 919 Renda: Cr$ 72.758,00 Árbitro: RS Oswaldo Rolla |

- Internacional: Ivo; Nena e Ilmo; Alfeu, Viana e Abigail; Tesourinha, Ghizzoni, Villalba, Roberto e Carlitos.
- Rio-Grandense-RG: Mário; Canelão e Rui; Arnaldo, Osmar e Canhoto; Galego, Jaci, Ivo, Cleto e Quida.

| 24 de outubro | Floriano         | 4 – 2 | Guarany de Bagé | Estádio Passo d'Areia, Porto Alegre |
|               | Zipp , · Bardu , |       | Rubilar ,       | Árbitro: RS Aparício Viana e Silva  |

- Floriano: Periquito; Miro e Zulfe; Mirão, Ingo e Crespo; Vitor, Zip, Bardu, Malinho e Huguinho.
- Guarany de Bagé: Mustafa; Garcia e Totino; Ataíde, Valenciano e Caboclo; Olímpio, Rubilar, Valdir, Edgard e Rui.

### Semifinais
| 28 de outubro | Cachoeira                               | 3 – 4 (pro) | Grêmio Santanense                         | Estádio da Montanha, Porto Alegre               |
|               | Marreco 4' · Paraguaio 28' · Valter 59' |             | Polaco 17', 60' · Fiorelli 72' · Ari 115' | Renda: Cr$ 15.096,00 Árbitro: RS Alfredo Cesaro |

- Grêmio Santanense: Sales; Chico e Davi; Eli, Podão e Ivo; Rui, Polaco, Fiorelli, Cordeirinho e Ari.
- Cachoeira: Alcides; Weber e Hernandez; Darci, Adão e Tatite; Valter, Naninho, Baiano, Paraguaio e Marreco.

| 29 de outubro | Internacional                          | 3 – 1 | Floriano  | Estádio da Montanha, Porto Alegre                |
|               | Zulfe 15' · Carlitos 56' · Roberto 86' |       | Bardú 29' | Renda: Cr$ 39.364,00 Árbitro: RS Homero Carvalho |

- Internacional: Ivo; Nena e Maravilha; Alfeu, Viana e Abigail; Leônidas, Ghizzoni, Villalba, Roberto e Carlitos.
- Floriano: Periquito; Miro e Zulfe; Mirão, Ingo e Crespo; Louzada, Zip, Bardu, Malinho e Álvaro.

### Finais
| 1 de novembro | Internacional               | 2 – 1 | Grêmio Santanense | Tiradentes, Porto Alegre                         |
|               | Villalba 19' · Ghizzoni 43' |       | Fiorelli 25'      | Renda: Cr$ 29.549,00 Árbitro: RS Homero Carvalho |

| Internacional | Grêmio Santanense |

- Internacional: Ivo; Nena e Maravilha; Alfeu, Viana e Abigail; Leônidas, Ghizzoni, Villalba, Roberto e Carlitos. Treinador: Carlos Volante
- Grêmio Santanense: Sales; Rodrigues e Chico; Eli, Podão e Polaco; Milton, Rui, Fiorelli, Cordeirinho e Ari.

| 4 de novembro | Internacional                                       | 5 – 0 | Grêmio Santanense | Montanha, Porto Alegre                                  |
|               | Roberto 15', 70' · Villalba 21', 35' · Carlitos 73' |       |                   | Renda: Cr$ 21.560,00 Árbitro: RS Aparício Viana e Silva |

| Internacional | Grêmio Santanense |

- Internacional: Ivo; Nena e Maravilha; Alfeu, Viana e Abigail; Leônidas, Tesourinha (Ghizzoni), Villalba, Roberto e Carlitos. Treinador: Carlos Volante
- Grêmio Santanense: Sales; David e Chico; Eli, Podão e Polaco; Ivo, Rui, Fiorelli, Cordeirinho e Ari.

## Premiação
| Campeonato Gaúcho de 1948          |
| ---------------------------------- |
| Internacional Campeão (10º título) |

## Artilheiros
| Gols | Jogador    | Equipe            |
| ---- | ---------- | ----------------- |
| 5    | Ghizzoni   | Internacional     |
| 4    | Villalba   | Internacional     |
| 3    | Carlitos   | Internacional     |
| 3    | Roberto    | Internacional     |
| 2    | Paraguaio  | Cachoeira         |
| 2    | Bardú      | Floriano          |
| 2    | Zipp       | Floriano          |
| 2    | Ari        | Grêmio Santanense |
| 2    | Fiorelli   | Grêmio Santanense |
| 2    | Polaco     | Grêmio Santanense |
| 2    | Rubilar    | Guarany de Bagé   |
| 2    | Tesourinha | Internacional     |
| 2    | Quida      | Riograndense      |
| 1    | Marreco    | Cachoeira         |
| 1    | Mensa      | Cachoeira         |
| 1    | Milton     | Cachoeira         |
| 1    | Válter     | Cachoeira         |
| 1    | Álvaro     | Floriano          |
| 1    | Biguinha   | Riograndense      |
| 1    | Darci      | Riograndense      |